# Rathkeale Rovers
Rathkeale Rovers är en kriminell organisation som är baserad i den irländska orten Rathkeale. En av de ledande inom organisationen heter Richard Kerry O'Brien.
I Sverige är de mest kända för allmänheten som Asfaltsläggarna eller Asfaltsligorna som erbjuder sig att asfaltera uppfarter, lägga sten eller ordna i trädgården. Europol har kopplat dessa ligor till grov kriminalitet som bedriver människohandel och handel med noshörningshorn.